# Сосновка (Хабаровський район)
Сосно́вка (рос. Сосновка) — село у складі Хабаровського району Хабаровського краю, Росія. Входить до складу Корфовського міського поселення.

## Населення
Населення — 1795 осіб (2010; 2379 у 2002).
Національний склад (станом на 2002 рік):
- росіяни — 83 %